# Carobius pedicellatus
Carobius pedicellatus is een insect uit de familie van de bruine gaasvliegen (Hemerobiidae), die tot de orde netvleugeligen (Neuroptera) behoort. 
Carobius pedicellatus is voor het eerst wetenschappelijk beschreven door New in 1988.